# Schweppenburger Mühle

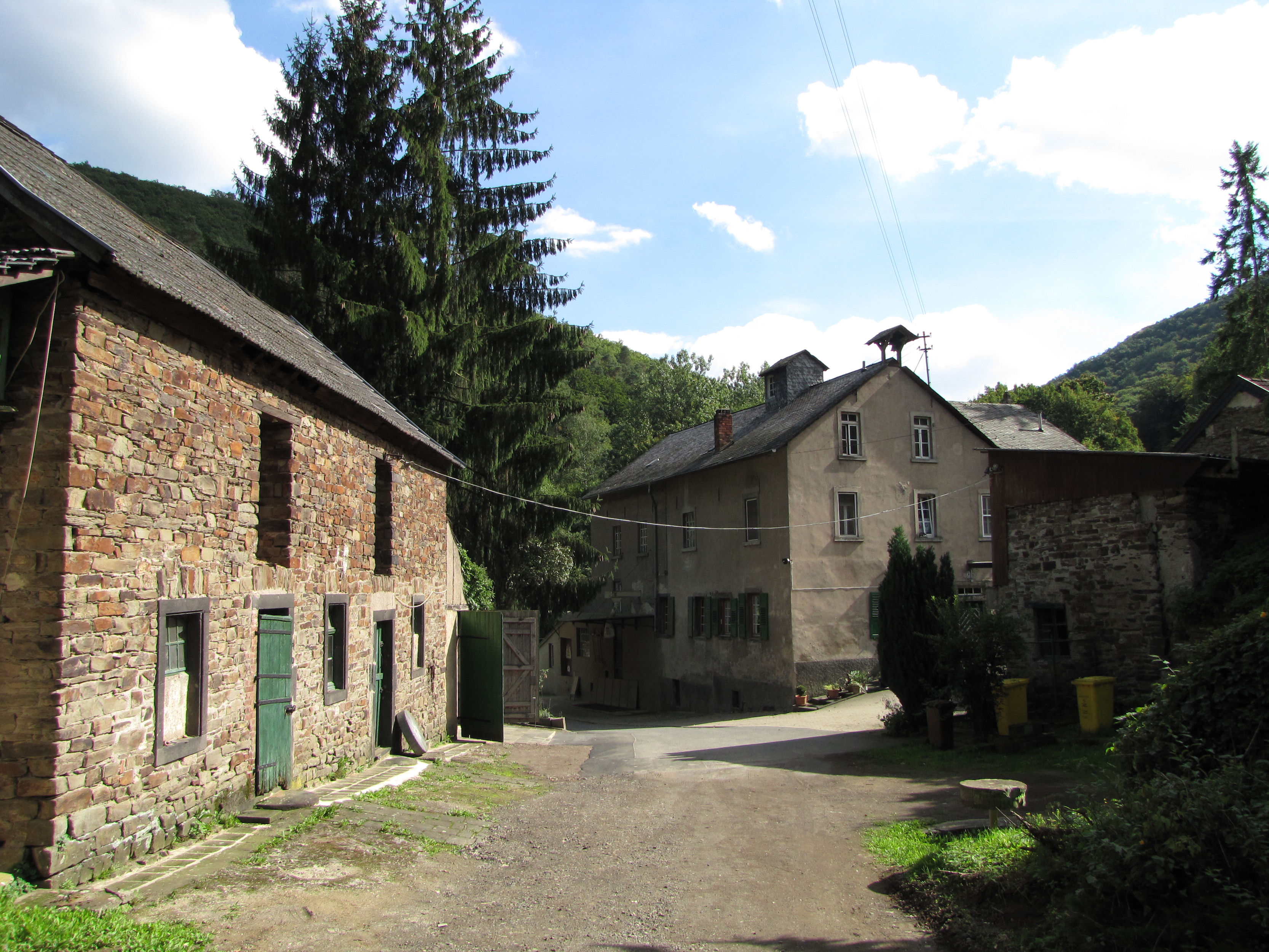
Die Schweppenburger Mühle im Brohltal

Die Schweppenburger Mühle, auch nach ihrem Besitzer Mosenmühle genannt, ist eine der ganz wenigen noch regulär betriebenen Wassermühlen Deutschlands. Sie wird durch den Brohlbach angetrieben und liegt unterhalb der Schweppenburg, mit der sie bereits 1377 erwähnt wurde, kurz vor der Mündung in den Rhein auf der Gemarkung Niederlützingen der Gemeinde Brohl-Lützing im Landkreis Ahrweiler. Die Mühle steht unter Denkmalschutz.

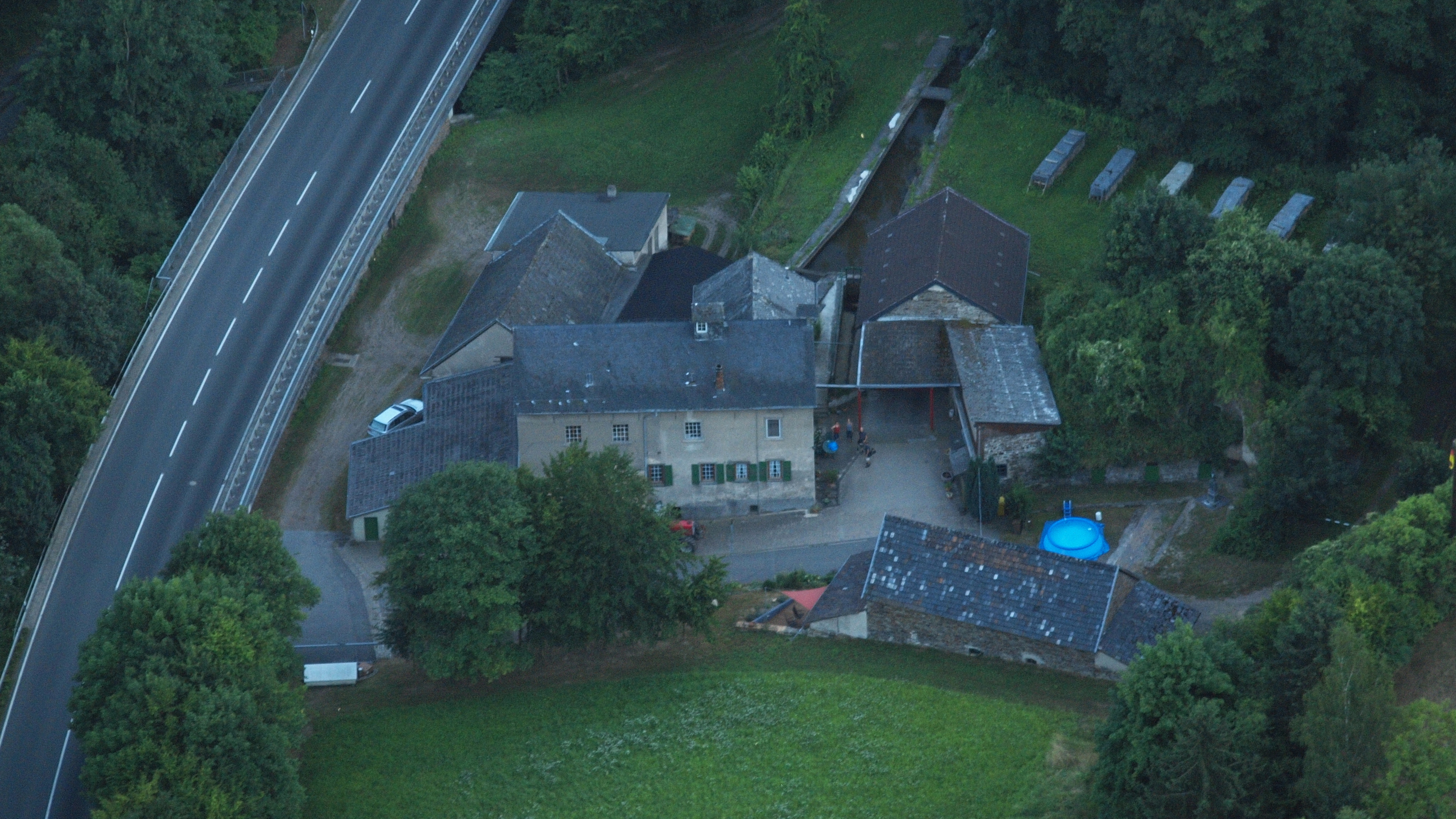
Schweppenburger Mühle in Brohl-Lützing

 (→ Liste der Kulturdenkmäler in Brohl-Lützing)

## Geschichte
Im Brohltal gab es früher bald ein Dutzend Mühlen, die Getreide, Ölfrucht und hier als Besonderheit vor allem den anstehenden Trass verarbeiteten für die Mörtelherstellung. Der Mühlenstandort ist sehr alt. 1377 kam die Mühle mit der Burg als Kurkölnisches Lehen an den Andernacher Schöffen Arnold von Schweppenburg. Mit der Burg blieb die jeweilige Mühlenanlage bis in die Neuzeit verbunden.
Auch diese Mühle war für unterschiedliche Nutzung eingerichtet. Der Kollergang der Ölmühle wurde zu Beginn des 19. Jahrhunderts zur Trassmühle umgebaut. Der Kollergang ist noch erhalten, wird aber nicht mehr betrieben. Das Mühlrad wurde 1912 erneuert. 1913 wurde die Mühle von Müller Mosen übernommen. Der heutige Müller betreibt die Mühle in dritter Generation. Nach seinen Angaben gibt es zur Zeit – unabhängig von der Technik – noch 308 Mühlenbetriebe in Deutschland, davon 185 kleine Mühlen unter 5000 t Jahresproduktion. Davon werden die allerwenigsten Wassermühlen sein. 1980, als der heutige Müller den Betrieb von seinem Vater übernahm, waren es noch insgesamt über 2500 Mühlenbetriebe.

## Technik
Die Mühle wird heute noch immer von ihrem oberschlächtigen Wasserrad von 1,60 m Breite und fast 7 m Durchmesser angetrieben. Jede der etwa 50 Schaufeln fasst dabei bis zu 128 Liter Wasser. Es leistet etwa 40 PS, die vom auf der Wasserradwelle sitzenden großen Zahnrad auf eine Transmission übertragen werden. Dabei wurden in neuerer Zeit nur die ursprünglichen Ledertransmissionsriemen durch verschleißärmere Plastikriemen ersetzt. Mit den alten Mühlsteinen wird noch gelegentlich Futtergetreide vermahlen. Das aktuelle Mahlwerk besteht aus zwei Doppel-Walzenstühlen mit den dazugehörigen Techniken: Plansichter, Siebpassagen und pneumatischer Mahlgutführung und ist auf dem neusten Stand der Technik.
Bei unzureichendem Wasserstand oder Reparaturen und Revisionen kann ein Elektromotor den Antrieb übernehmen.

## Produkte
Die Mühle mahlt Weizen, Roggen und Dinkel überwiegend von konventionell wirtschaftenden Höfen aus der Region, dem Brohl- und Ahrtal, mit denen die Mühle seit Generationen in Geschäftsverbindungen steht. Mahlgut und Mehle werden individuell gemischt.
Im von der Müllersfrau bewirtschafteten Mühlenladen werden die eigenen Produkte, aber auch die unterschiedlichsten Bioprodukte meist ebenfalls aus der Region angeboten.

## Besichtigungen
Der Müllermeister führt nach vorheriger Terminabsprache gerne gegen Eintritt durch die Mühle. Schulklassen erhalten Sonderpreise.